# 新罕布什尔州众议院
新罕布什尔众议院（英語：New Hampshire House of Representatives）是美国新罕布什尔议会的下議院，共有400名议员，每届任期2年。现任众议院議長为共和黨籍的谢尔曼·帕卡德。